# Basile Faber
Pour les articles homonymes, voir Faber.
Basile Faber (Basilius Schmidt dit Faber), lexicographe allemand, né en 1520 à Sorau, Basse-Lusace, mort en 1575.

## Biographie
Basile Faber enseigna les humanités à Nordhausen, à Magdebourg, et fut recteur de l'Université d'Erfurt.
Il a donné, entre autres ouvrages :
- un grand Dictionnaire latin, publié pour la 1re fois à Leipzig en 1571, in-fol., sous le titre de Thésaurus eruditionis scholasticœ, et souvent réimprimé depuis, avec des additions de August Buchner, Christoph Cellarius, Jakob Thomasius, Andreas Stubel, etc., notamment à Francfort, en 1749, annotée par Johann Georg Grævius et Johann-Matthias Gesner, 2 vol. in-fol.

Ardent partisan de la Réforme, il traduisit en latin quelques-uns des écrits de Martin Luther.

## Sources
Cet article comprend des extraits du Dictionnaire Bouillet. Il est possible de supprimer cette indication, si le texte reflète le savoir actuel sur ce thème, si les sources sont citées, s'il satisfait aux exigences linguistiques actuelles et s'il ne contient pas de propos qui vont à l'encontre des règles de neutralité de Wikipédia.